# سد زیپینگپو
سد زیپینگپو (به لاتین: Zipingpu Dam) یک سد خاکی و نیروگاه برقابی در چین است که در سیچوآن واقع شده‌است.